# Alessandro Birindelli
Alessandro Birindelli est un footballeur puis entraîneur italien, né le 12 novembre 1974 à Pise.
Il est le père de Samuele Birindelli, lui aussi footballeur professionnel.

## Biographie
Alessandro Birindelli commence sa carrière de joueur dans le modeste club d'Empoli. Il joue en Serie C1, puis en Serie B.
Lors de l'année 1997, année où Empoli se voit promu en Serie A, Birindelli est transféré à la Juventus. Son premier match en Serie A avec la Juve a lieu le 31 août 1997 lors d'un match face à Lecce (match remporté 2-0 par les turinois).
Avec la Juventus, Birindelli, surnommé Birillo, se voit sacré champion d'Italie à cinq reprises, en 1998, 2002, 2003, 2005 et 2006. Cependant, les titres de champion de 2005 et 2006 sont enlevés à la Juve à la suite d'une affaire de matchs truqués.
Birindelli porte à six reprises le maillot de la sélection italienne entre 2002 et 2004.

## Carrière
- 1992-1997 :  Empoli (Serie C1 et Serie B)
- 1997-2008 :  Juventus (Serie A)
- 2008-2009 :  Pise Calcio (Serie B)
- 2009-2010 :  ASP Valle del Giovenco (Serie C1)[3]

## Palmarès
- Champion d'Italie : 1998, 2002, 2003
- Vainqueur de la Supercoupe d'Italie : 1997, 2002, 2003
- Finaliste de la Ligue des champions (C1) : 2003
- Finaliste de la Coupe d'Italie : 2002